# فرودگاه صحرایی ارتشی بوام‌هلدر
فرودگاه صحرایی ارتشی بوام‌هلدر (به انگلیسی: Baumholder Army Airfield) یک فرودگاه نظامی است که یک باند فرود آسفالت دارد و طول باند آن ۵۷۲ متر است. این فرودگاه در شهر بوام‌هلدر کشور آلمان قرار دارد و در ارتفاع ۴۳۳ متری از سطح دریا واقع شده‌است.